# Закон України «Про реструктуризацію зобов'язань за кредитами в іноземній валюті»
Про реструктуризацію зобов'язань за кредитами в іноземній валюті (Законопроєкт № 1558-1) — контроверсійний популістський ветований Закон України, що мав зобов'язати банки конвертувати всі споживчі кредити в іноземній валюті за курсом на момент підписання договору (до 2013 року — приблизно 8 грн/долар США).
Закон було прийнято Верховною Радою України ввечері 2 липня 2015 року в третьому читанні та в цілому 229-ма голосами «за» під тиском протестувальників так званого «кредитного майдану». Його прийняття викликало різку критику чиновників, політиків та експертів.
18 грудня 2015 року Президент України Петро Порошенко наклав вето на цей закон і повернув його до Верховної Ради з власними пропозиціями. 27 січня 2016 року закон було скасовано без набрання ним чинності.

## Передумови
Пропозиція реструктуризувати кредити валютних позичальників виникла після різкого падіння курсу гривні у 2014–2015 роках. Особи, які оформили кредити за курсами близькими до 5 (до 2008 року) або 8 гривень за долар США (до 2013 року), опинилися перед необхідністю в умовах стагнації погашати борги за втричі (і більше) вищим курсом — непідйомним для багатьох позичальників.
За даними джерел Forbes, борги фізосіб за споживчими кредитами в іноземній валюті на 1 січня 2015 року склали 59,9 млрд гривень. На думку юриста Ростислава Кравця, до масовості проблеми призвела політика фінустанов, які надавали валютні споживчі кредити особам без валютного джерела доходу:

## Суперечливе прийняття
За оцінкою депутата Сергія Лещенка, голова Верховної Ради Володимир Гройсман поставив популістський законопроєкт на голосування очікуючи, що він не буде прийнятим, оскільки фракції Радикальної партії та Самопомочі саме покинули залу, і що можна буде у провалі голосування звинуватити ці політсили. Однак тиск позичальників, які у той час заблокували виходи із будівлі Верховної Ради, змусив депутатів повернутися на свої місця і переголосувати законопроєкт, який таким чином був прийнятий «випадково». Окрім того, прийняття відбулося із порушенням регламенту ВРУ.
Вже за кілька годин після прийняття закону декілька депутатів заявили, що відкличуть свій голос «за», оскільки не усвідомлювали, що відбувається голосування за його прийняття «в цілому» у третьому читанні. Ігор Луценко стверджував, що у стенограмі відсутня фраза «в цілому». Олександр Черненко стверджував, що він здавна був проти прийняття закону, тому не міг свідомо голосувати за нього. Олег Мусій вказує на маніпулювання регламентом Головою Верховної Ради. Деякі інші депутати вважають прийняття закону власною помилкою. Так, Володимир Парасюк заявив, що змінив свою думку після прочитання коментарів у мережі Facebook.
Після голосування було зареєстровано 17 заяв народних депутатів з проханням змінити їх голос (на «Не голосував/голосувала» — 11, «За» — 3, «Утримався» — 3), а також три заяви про незарахування їхніх голосів, оскільки вони були відсутніми.

## Критика
Національний банк України рішуче наполягав на відхиленні законопроєкту, оскільки такий закон мав би «руйнівні наслідки для фінансової та банківської системи України». НБУ зазначав, що заборона втручання державних органів в переговорний процес між позичальниками і банками щодо реструктуризації кредитів закріплена Меморандумом про економічну та фінансову політику, укладеним у рамках співпраці МВФ, а тому Президент України був би змушеним на нього накласти вето.
Заява НБУ також стверджувала, що через реалізацію положень закону банківська система втратила б здатність дотримуватися обов'язкових нормативів капіталу, що призвело б до необхідності негайної капіталізації банківської системи, у тому числі державою через рефінансування. Окрім того, за твердженням НБУ, законопроєкт 1558-1 суперечив передбаченим Цивільним кодексом України принципам справедливості та вільного врегулювання договірних стосунків між банком та позичальником.
Міністр фінансів України Наталія Яресько назвала прийняття закону «популізмом, який не має нічого спільного зі справедливістю», оскільки дбає лише про інтереси зовсім невеликої частини позичальників.
Міністр економічного розвитку і торгівлі України Айварас Абромавичус заявив, що прийнятий закон «не вкладається в здоровий глузд».
Директор європейського департаменту Міжнародного валютного фонду Пол Томсен зауважив, що «законодавчі ініціативи на кшталт законопроєкту 1558-1 щодо конвертації валютних кредитів у гривню ляжуть важким тягарем на банки, а через них на вкладників та позичальників більшості банків, хоча виграють від цього лише окремі особи».

## Скасування
Після ветування закону Президентом, депутати не підтримали пропозицію Президента скасувати закон («за» проголосував 101 народний депутат при 226 необхідних), але і не подолали його вето («за» проголосували 54 депутати при 300 необхідних). Таким чином закон був скасований.
Наступного дня після суперечливого прийняття закону Верховною Радою, декілька депутатів подали проєкт постанови про скасування результатів голосування щодо його прийняття. Згодом проєкт постанови було відкликано.

## Альтернативні законопроєкти
22 грудня 2014 року було зареєстровано законопроєкт № 1531, який передбачав повне списання валютних кредитів для певних верств населення. Його було відкликано у березні наступного року.
У кінці листопада 2015 року Кабінет міністрів України затвердив новий законопроєкт про реструктуризацію валютних кредитів. Документ був розроблений Міністерством фінансів спільно з Нацбанком України і Незалежною асоціацією банків України та узгоджений з 19 найбільшими банками України.
Документ передбачав реструктуризацію іпотечних кредитів, загальна сума заборгованості за якими не перевищувала 2,5 млн грн станом на 1 січня 2015 року, за якими не було простроченої заборгованості на 1 січня 2014 року, а кінцевий термін повернення яких не настав на 1 січня 2014 року. Попросити реструктуризацію змогли б сім'ї, які мають єдине житло, що перебуває в іпотеці, а також пільгові категорії осіб.